# Archidice castelnaudii
Archidice castelnaudii är en skalbaggsart. Archidice castelnaudii ingår i släktet Archidice och familjen långhorningar. Utöver nominatformen finns också underarten A. c. castelnaudii.